# Mikael Ymer
Mikael Ymer (9 de setembro de 1998) é um tenista sueco, com descendência da Etiópia. Ele é o irmão mais novo do tenista Elias Ymer. Ymer tem como ranking mais alto o de número 67 do mundo, pelo ranking da ATP, em simples, alcançado de março de 2020.

## Finais ATP Tour

### Simples: 1 (1 vice)
| Legenda                           |
| --------------------------------- |
| Grand Slam Tournaments (0–0)      |
| ATP World Tour Finals (0–0)       |
| ATP World Tour Masters 1000 (0–0) |
| ATP World Tour 500 Series (0–0)   |
| ATP World Tour 250 Series (0–1)   |

| Finais por superfície |
| --------------------- |
| Duro (0–1)            |
| Saibro (0–0)          |
| Grama (0–0)           |

| Resultado | V–D | Data     | Torneio                            | Categoria  | Superfície | Oponente     | Placar   |
| --------- | --- | -------- | ---------------------------------- | ---------- | ---------- | ------------ | -------- |
| Derrota   | 0–1 | Ago 2021 | Winston-Salem Open, Estados Unidos | 250 Series | Duro       | Ilya Ivashka | 0–6, 2–6 |

### Duplas: 1 (1 título)
| Legenda                           |
| --------------------------------- |
| Grand Slam Tournaments (0–0)      |
| ATP World Tour Finals (0–0)       |
| ATP World Tour Masters 1000 (0–0) |
| ATP World Tour 500 Series (0–0)   |
| ATP World Tour 250 Series (1–0)   |

| Finais por superfície |
| --------------------- |
| Duro (1–0)            |
| Saibro (0–0)          |
| Grama (0–0)           |

| Resultado | V–D | Data     | Torneio                | Categoria  | Superfície | Parceiro   | Oponentes                | Placar   |
| --------- | --- | -------- | ---------------------- | ---------- | ---------- | ---------- | ------------------------ | -------- |
| Vitória   | 1–0 | Out 2016 | Stockholm Open, Suécia | 250 Series | Duro (i)   | Elias Ymer | Mate Pavić Michael Venus | 6–1, 6–1 |

## Outras finais

### Finais ATP Challengers e ITF Futures

#### Simples: 9 (6 títulos, 3 vices)
| Legenda               |
| ATP Challengers (4–2) |
| ITF Futures (2–1)     |

| Títulos por Piso |
| ---------------- |
| Duro (4–1)       |
| Saibro (2–2)     |
| Grama (0–0)      |
| Carpete (0–0)    |

| Resultado | V–D | Data     | Torneio                      | Categoria  | Superfície | Oponente                | Placar             |
| --------- | --- | -------- | ---------------------------- | ---------- | ---------- | ----------------------- | ------------------ |
| Vitória   | 1–0 | Mai 2015 | Suécia F3, Båstad            | Futures    | Saibro     | Dragoș Nicolae Mădăraș  | 2–6, 6–1, 6–2      |
| Derrota   | 1–1 | Set 2015 | Suécia F5, Danderyd          | Futures    | Duro (i)   | Joe Salisbury           | 6–7(3–6), 6–3, 3–6 |
| Vitória   | 2–1 | Fev 2017 | França F4, Lille             | Futures    | Duro (i)   | Botic van de Zandschulp | 6–2, 6–3           |
| Vitória   | 3–1 | Jan 2019 | Nouméa, Nova Caledônia       | Challenger | Duro       | Noah Rubin              | 6–3, 6–3           |
| Derrota   | 3–2 | Abr 2019 | Murcia, Espanha              | Challenger | Saibro     | Roberto Carballés Baena | 6–2, 0–6, 2–6      |
| Derrota   | 3–3 | Mai 2019 | Bordeaux, França             | Challenger | Sairo      | Lucas Pouille           | 3–6, 3–6           |
| Vitória   | 4–3 | Jul 2019 | Tampere, Finlândia           | Challenger | Saibro     | Tallon Griekspoor       | 6–3, 5–7, 6–3      |
| Vitória   | 5–3 | Set 2019 | Orléans, França              | Challenger | Duro (i)   | Grégoire Barrère        | 6–3, 7-5           |
| Vitória   | 6–3 | Out 2019 | Mouilleron-le-Captif, França | Challenger | Duro (i)   | Mathias Bourgue         | 6–1, 6-4           |

#### Duplas: 1 (1 vice)
| Legenda               |
| ATP Challengers (0–0) |
| ITF Futures (0–1)     |

| Títulos por Piso |
| ---------------- |
| Duro (0–0)       |
| Saibro (0–1)     |
| Grama (0–0)      |
| Carpete (0–0)    |

| Resultado | V–D | Data     | Torneio           | Categoria | Superfície | Parceiro         | Oponentes                      | Placar                |
| --------- | --- | -------- | ----------------- | --------- | ---------- | ---------------- | ------------------------------ | --------------------- |
| Derrota   | 0–1 | Mai 2015 | Sweden F2, Båstad | Futures   | Saibro     | Daniel Appelgren | Jonathan Mridha Fred Simonsson | 1–6, 7–6(7–5), [7–10] |

## Finais de Grand Slam Juvenil

### Simples Juvenil Masculino: 1 (0–1)
| Resultado | Ano  | Campeonato | Superfície | Oponente      | Placar        |
| --------- | ---- | ---------- | ---------- | ------------- | ------------- |
| Derrota   | 2015 | Wimbledon  | Grama      | Reilly Opelka | 6–7(5–7), 4–6 |

## Linha do tempo em desempenho

### Duplas
| Torneio                    | 2016  | 2017  | 2018  | 2019  | 2020  | 2021  | V–D   |
| -------------------------- | ----- | ----- | ----- | ----- | ----- | ----- | ----- |
| Estatísticas da carreira   |       |       |       |       |       |       |       |
| Torneios                   | 1     | 3     | 2     | 1     | 0     | 0     | 7     |
| Títulos / Finais           | 1 / 1 | 0 / 0 | 0 / 0 | 0 / 0 | 0 / 0 | 0 / 0 | 1 / 1 |
| Vitórias–Derrotas no Geral | 4–0   | 2–3   | 0–2   | 0–2   | 0–0   | 0–0   | 6–7   |
| Ranking de final de ano    | 276   | 496   | N/A   | N/A   | N/A   | N/A   |       |